# Upernavik Kujalleq

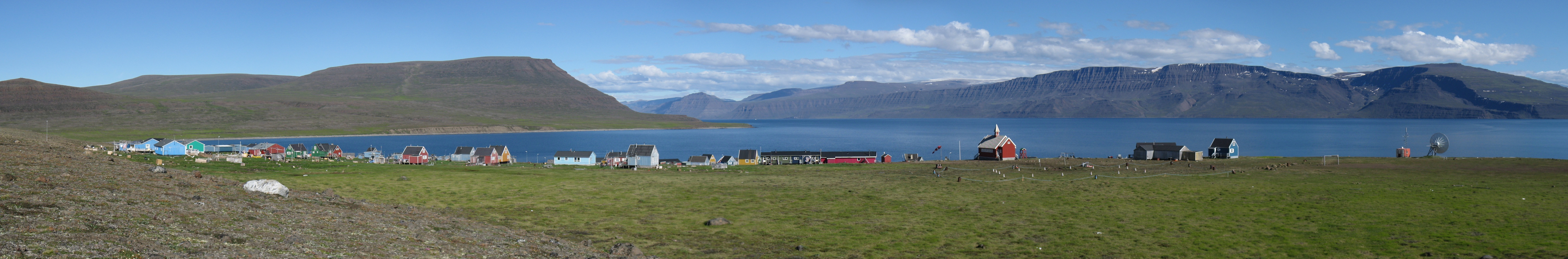
Panorama de Upernavik Kujalleq

Upernavik Kujalleq (antigamente: Upernavik Kujatdleq ou Søndre Upernavik) é um assentamento no município de Qaasuitsup, noroeste da Gronelândia. Foi fundada em 1855 como estação comercial e em 2010 tinha 204 habitantes.

## Arquipélago de Upernavik
Upernavik Kujalleq é a localidade mais a sul do Arquipélago de Upernavik.

## Transporte
Nos dias de semana, a Air Greenland serve o assentamento com voos de helicóptero do Heliporto de Upernavik Kujalleq para o Heliporto de Kangersuatsiaq e para o Aeroporto de Upernavik.

## População
A população de Upernavik Kujalleq manteve-se estável nas duas últimas décadas.